# Piattabanda

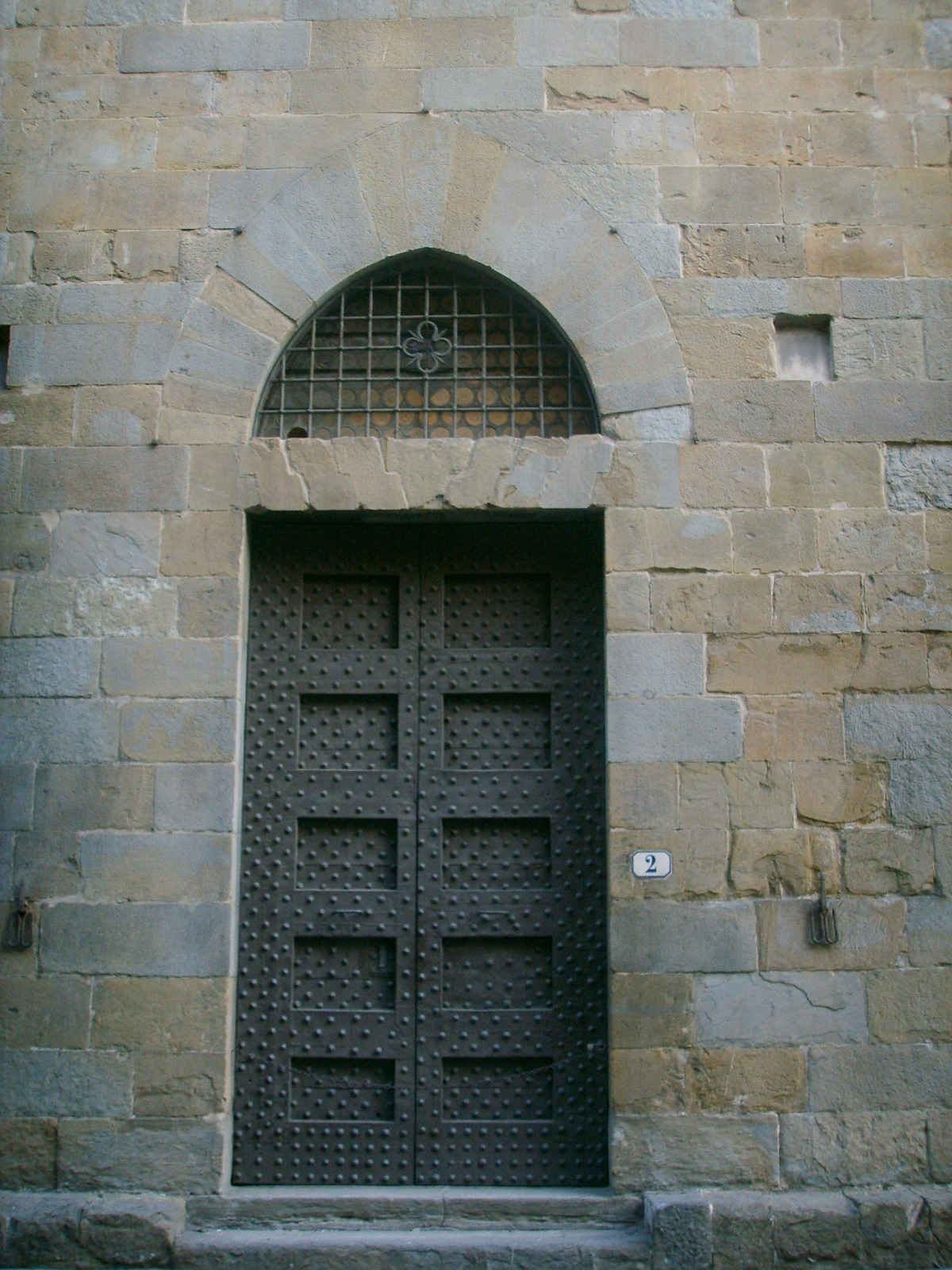
Una piattabanda usata in una porta del Bargello, Firenze

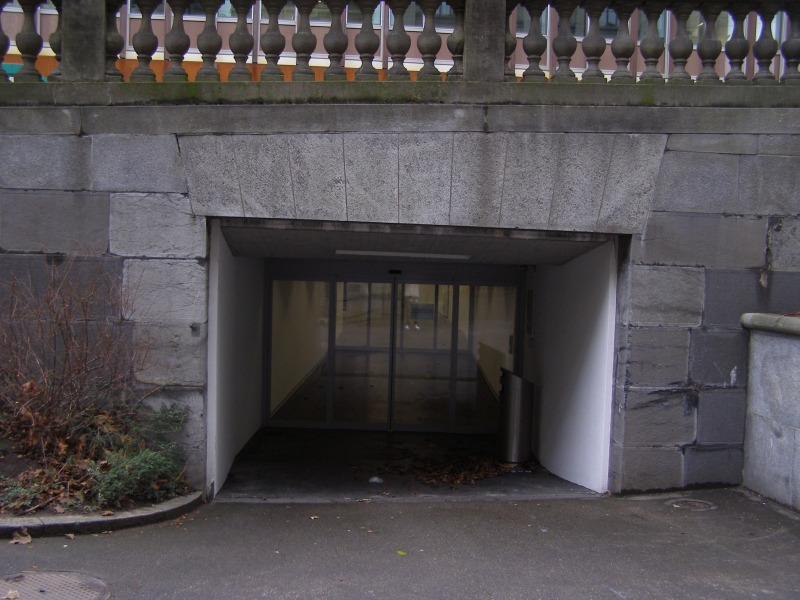
Grossa piattabanda in blocchi di pietra (Maschinenlabor del Politecnico federale di Zurigo)

La piattabanda (dal francese platebande genericamente indicante le pietre che costituivano un architrave) è un elemento architettonico analogo visivamente all'architrave, ma legato da un punto di vista statico-edilizio all'arco, del quale è in pratica una sezione ad intradosso retto. Usata come elemento orizzontale al culmine di aperture come portali o altri tipi di passaggi, si differenzia dall'architrave per il fatto di non essere monolitica, cioè formata da un unico blocco di pietra, ma costituita da più conci o, più raramente, da laterizi.

## Descrizione
I blocchi di una piattabanda devono essere disposti in maniera da scaricare il peso sulle estremità e non rovinare verso il centro. Per questo i giunti tra i blocchi devono essere convergenti verso un punto al di sotto dell'apertura, formando, nella disposizione più semplice, dei cunei rivolti verso il basso analoghi a quelli delle pietre che costituiscono gli archi.
Di fatto poi la piattabanda può anche essere considerata come una sezione quadrangolare di un arco particolarmente ribassato. Nelle versioni più elaborate la piattabanda presenta un taglio con incastri a "elle" o a "esse".
Da un punto di vista costruttivo la differenza con l'architrave è sostanziale, non solo per la differenza dei conci impiegati, ma perché la piattabanda è una struttura spingente, cioè non può stare in piedi se non è frenata con rinforzi sui lati, poiché la sua messa in opera comporta delle spinte sia verticali che laterali, mentre l'architrave crea solo una spinta verso il basso.
Per fare un esempio esplicativo, un architrave poggiata semplicemente su due piedritti verticali sta in piedi, mentre una piattabanda no: avrebbe almeno bisogno di avere qualcosa che la blocchi dalle parti, o di rafforzi che tengano le sue parti coese.
La piattabanda, per la maggior semplicità di reperire blocchi di grandezza minore rispetto a monoliti, è stata impiegata con molta
frequenza ed è molto diffusa nell'architettura romana e nell'architettura medievale.

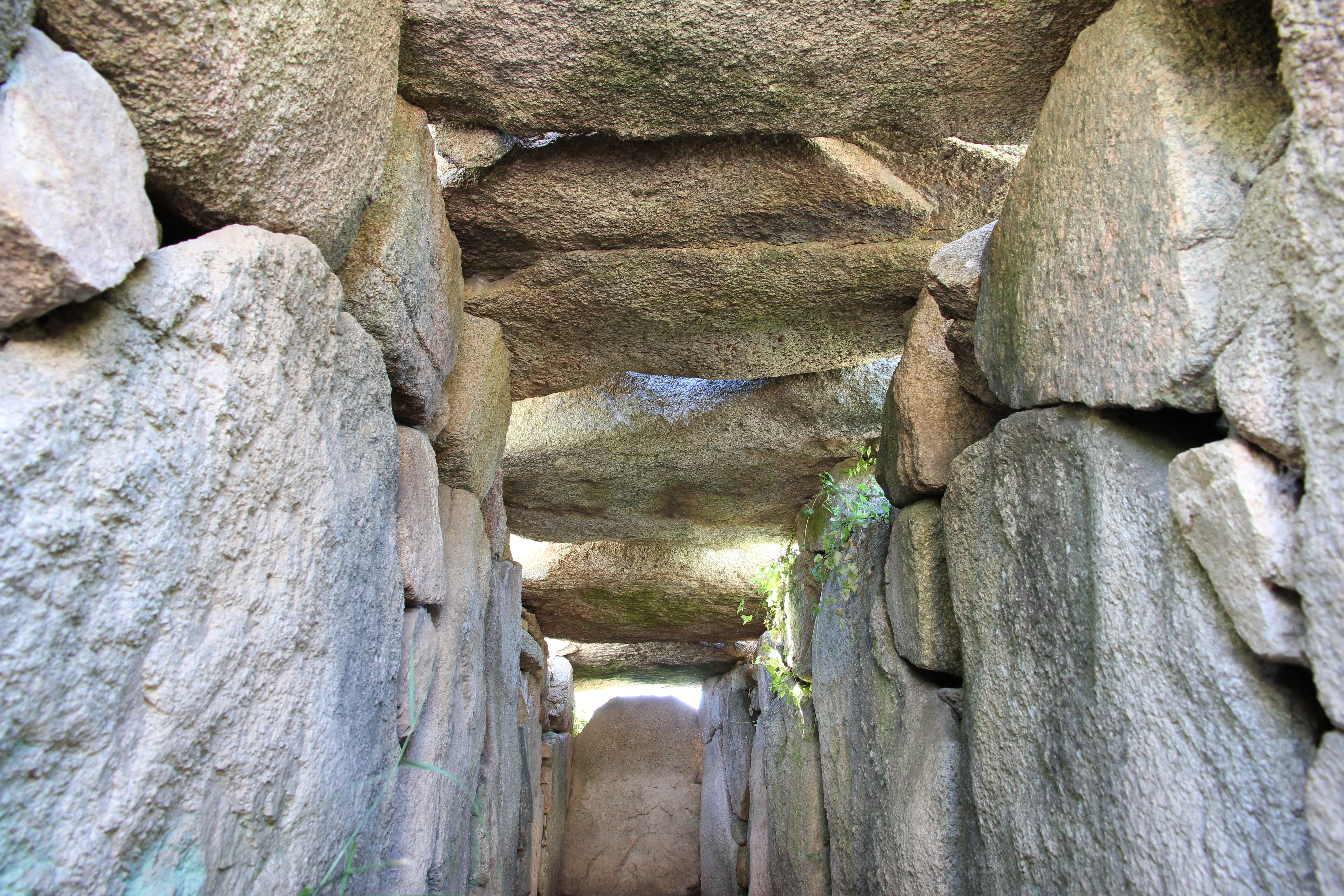
Tomba dei giganti di S'Ena e Thomes: copertura impropriamente definita a piattabanda del corridoio funerario (in realtà ad architrave)